# 야구화

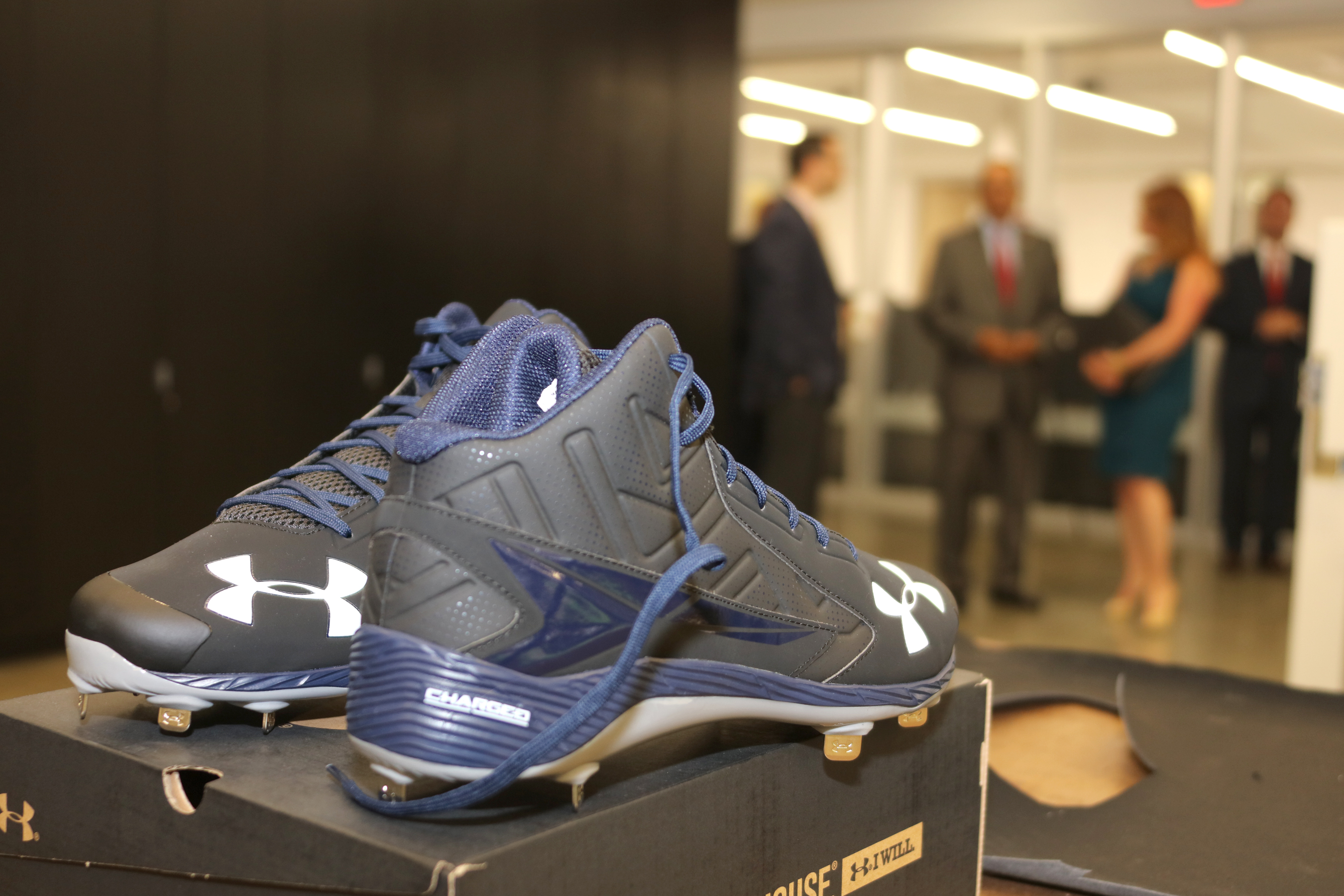

야구화(野球靴)는 야구할 때 주로 신는 신발로, 야구를 주로 하는 흙이나 인조잔디에서 강한 접지력을 갖도록 고무, 쇠, 플라스틱 등으로 만들어진 돌기를 부착한 신발이다.

## 종류

### 징스파이크화
흙이나 천연잔디에서 신는 야구화로, 바닥에 쇠징이 달려있다.
흙바닥 야구장에서 사용하면된다.

### 포인트화
흙이나 인조잔디에서 신는 야구화로, 바닥에 플라스틱 돌기가 달려있다.
타격기또는 파워배팅기 타격훈련할 때 신으면된다.

## 같이 보기
- 축구화
- 등산화